# Alex Valencia
Alex Marcel Lund Valencia, född 22 september 1979 i Bergen, är en norsk före detta fotbollsspelare av colombiansk härkomst (hans far är norsk, hans mor är colombian). Han spelar sedan i augusti 2009 för Fredrikstad FK, då han värvades från Odd Grenland. Han brukar främst spela som höger yttermittfältare.
Han har tidigare spelat för de norska klubbarna Brann och Start. Han betraktas som en av de bästa norska spelarna på hans position och valdes av Nettavisen och VG till Årets spelare 2005. Han har spelat 5 landskamper för det norska fotbollslandslaget och har även spelat 8 landskamper för Norges Futsallandslag.

## Karriärstatistik
| Säsong             | Klubb              | Division           | Liga    | Liga | Cup     | Cup | Totalt  | Totalt |
| Säsong             | Klubb              | Division           | Matcher | Mål  | Matcher | Mål | Matcher | Mål    |
| ------------------ | ------------------ | ------------------ | ------- | ---- | ------- | --- | ------- | ------ |
| 2008               | Odd Grenland       | Adeccoligaen       | 9       | 0    | 2       | 0   | 11      | 0      |
| 2009               | Odd Grenland       | Tippeligaen        | 15      | 0    | 1       | 0   | 16      | 0      |
| 2009               | Fredrikstad        | Tippeligaen        | 6       | 1    | 0       | 0   | 6       | 1      |
| 2010               | Fredrikstad        | Adeccoligaen       | 22      | 2    | 2       | 3   | 24      | 5      |
| 2011               | Fredrikstad        | Tippeligaen        | 9       | 0    | 3       | 1   | 12      | 1      |
| Totalt i karriären | Totalt i karriären | Totalt i karriären | 61      | 3    | 8       | 4   | 69      | 7      |